# Port lotniczy Aktobe
Port lotniczy Aktobe (IATA: AKX, ICAO: UATT) – port lotniczy położony 4 km na południe od Aktobe, w obwodzie aktiubińskim, w Kazachstanie.

## Linie lotnicze i połączenia
| Linia Lotnicza   | Kierunek                                                               |
| ---------------- | ---------------------------------------------------------------------- |
| Aerofłot         | 1. Moskwa-Szeremietiewo                                                |
| Air Astana       | 1. Ałmaty 2. Astana                                                    |
| Air Cairo        | Sezonowo: 1. Szarm el-Szejk                                            |
| FlyArystan       | 1. Aktau 2. Ałmaty 3. Astana 4. Atyrau 5. Dubaj 6. Szymkent            |
| Qazaq Air        | 1. Astana 2. Atyrau 3. Orał Ak Żoł                                     |
| Rossiya Airlines | 1. Soczi                                                               |
| SCAT Airlines    | 1. Aktau 2. Ałmaty 3. Astana 4. Stambuł 5. Ras al-Chajma 6. Turkiestan |
| Sunday Airlines  | Sezonowe czartery: 1. Antalya 2. Szarm el-Szejk                        |